# Kastuļinas pagasts
Kastuļinas pagasts er en territorial enhed i Aglonas novads i Letland. Pagasten etableredes i 1945, havde 921  indbyggere i 2010 og omfatter et areal på 120 kvadratkilometer. Hovedbyen i pagasten er Priežmale.